# Фанжо (кантон)
Фанжо́ (фр. Fanjeaux) — кантон во Франции, находится в регионе Лангедок — Руссильон, департамент Од. Входит в состав округа Каркасон.
Код INSEE кантона — 1116. Всего в кантон Фанжо входят 16 коммун, из них главной коммуной является Фанжо.

## Коммуны кантона
| Коммуна              | Население, чел. (1999) | Почтовый индекс | Код INSEE |
| -------------------- | ---------------------- | --------------- | --------- |
| Бран                 | 2 969                  | 11150           | 11049     |
| Вилласавари          | 874                    | 11150           | 11418     |
| Вильсикль            | 280                    | 11150           | 11438     |
| Гажа-ла-Сельв        | 126                    | 11270           | 11159     |
| Женервиль            | 64                     | 11270           | 11162     |
| Казальрену           | 84                     | 11270           | 11087     |
| Ла-Кассень           | 183                    | 11270           | 11072     |
| Ла-Форс              | 187                    | 11270           | 11153     |
| Лорак                | 124                    | 11270           | 11196     |
| Орсан                | 101                    | 11270           | 11268     |
| Плавийя              | 104                    | 11270           | 11291     |
| Рибуис               | 103                    | 11270           | 11312     |
| Сен-Годерик          | 58                     | 11270           | 11343     |
| Сен-Жюльен-де-Бриола | 75                     | 11270           | 11348     |
| Фанжо                | 770                    | 11270           | 11136     |
| Фонте-дю-Разе        | 90                     | 11400           | 11149     |

## Население
Население кантона на 1999 год составляло 6 192 человека.
| 1962  | 1968  | 1975  | 1982  | 1990  | 1999  | 2006 | 2007 |
| ----- | ----- | ----- | ----- | ----- | ----- | ---- | ---- |
| 5 311 | 6 048 | 5 516 | 5 595 | 5 866 | 6 192 | -    | -    |